# Paulo Cunha

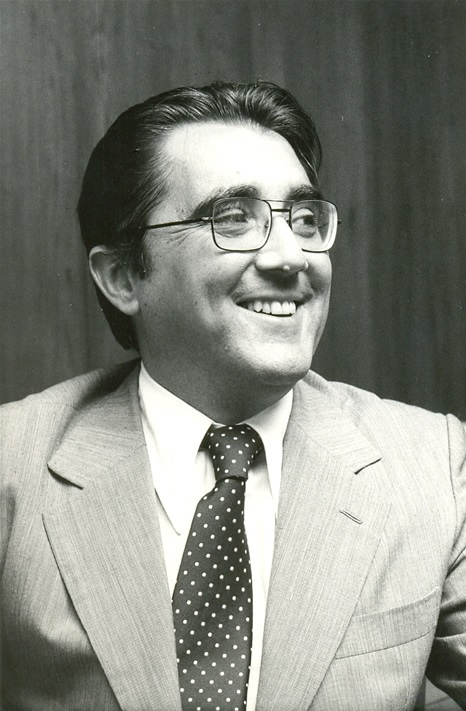
Paulo Cunha (1908–1986) – portugiesischer Rechtswissenschaftler und Politiker

Paulo Arsénio Veríssimo da Cunha (* 1. September 1908 in Lissabon; † 16. Dezember 1986 ebenda) war ein portugiesischer Rechtswissenschaftler und Politiker.

## Werdegang
Cunha absolvierte ein Studium der Rechtswissenschaft und promovierte. Dann war er Ordinarius für Öffentliches Recht an der Universität Lissabon und von 1962 bis 1965 deren Rektor.
Von 1950 bis 1958 fungierte er im Kabinett von António Salazar als Minister für Außenhandel, von 1950 bis 1956 war er zudem Außenminister Portugals.
Sein Sohn ist Rechtswissenschaftler Paulo Pitta e Cunha.